# Goniothorax elongatus
Goniothorax elongatus är en skalbaggsart som beskrevs av Sharp 1908. Goniothorax elongatus ingår i släktet Goniothorax och familjen glansbaggar. Inga underarter finns listade i Catalogue of Life.